# Maejärvi (Jukkasjärvi socken, Lappland, 754433-171152)
Maejärvi är en sjö i Kiruna kommun i Lappland och ingår i Torneälvens huvudavrinningsområde. Maejärvi ligger i Sautusvaara Natura 2000-område.